# Jan Brueghel el Joven

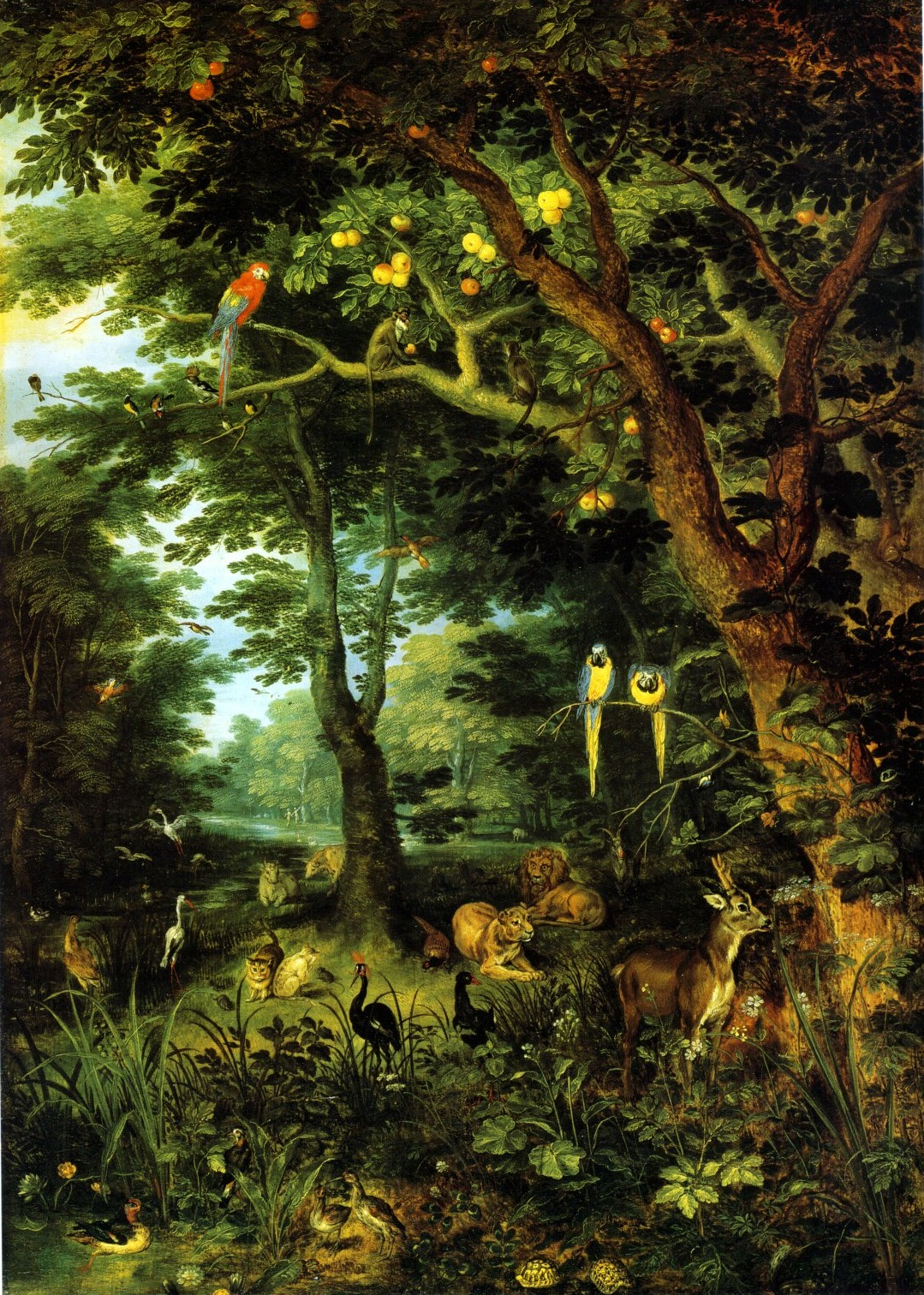
Paraíso. Óleo sobre tabla, 60 x 42,4 cm, Berlín, Gemäldegalerie

Jan Brueghel el Joven (/jɑn ˈbɾøːxəl/; 13 de septiembre de 1601-1 de septiembre de 1678), fue un pintor barroco flamenco, e hijo de Jan Brueghel el Viejo.

## Biografía
Fue aprendiz de su padre, Jan Brueghel el Viejo, y pasó su carrera en la producción de obras de un estilo similar. Junto con su hermano Ambrosius Brueghel, produjo paisajes, escenas alegóricas y otras obras de detalle meticuloso. Brueghel también copió las obras de su padre y las vendió con la firma de él. Sus obras se distinguen de las del padre por no estar tan bien acabadas y ser de un estilo más ligero.

## Árbol genealógico
|  |  |                          |                          |                          |                          | Pieter Brueghel el Viejo |                          |                       |                       |                       |                       |                       |                       |                       |                       |               |               |               |               |               |               |  |  |                        |                        |                        |                        |                        |                        |
|  |  |                          |                          |                          |                          |                          |                          |                       |                       |                       |                       |                       |                       |                       |                       |               |               |               |               |               |               |  |  |                        |                        |                        |                        |                        |                        |
|  |  |                          |                          |                          |                          |                          |                          |                       |                       |                       |                       |                       |                       |                       |                       |               |               |               |               |               |               |  |  |                        |                        |                        |                        |                        |                        |
|  |  | Pieter Brueghel el Joven | Pieter Brueghel el Joven | Pieter Brueghel el Joven | Pieter Brueghel el Joven | Pieter Brueghel el Joven | Pieter Brueghel el Joven |                       |                       | Jan Brueghel el Viejo | Jan Brueghel el Viejo | Jan Brueghel el Viejo | Jan Brueghel el Viejo | Jan Brueghel el Viejo | Jan Brueghel el Viejo |               |               |               |               |               |               |  |  |                        |                        |                        |                        |                        |                        |
|  |  | Pieter Brueghel el Joven | Pieter Brueghel el Joven | Pieter Brueghel el Joven | Pieter Brueghel el Joven | Pieter Brueghel el Joven | Pieter Brueghel el Joven |                       |                       | Jan Brueghel el Viejo | Jan Brueghel el Viejo | Jan Brueghel el Viejo | Jan Brueghel el Viejo | Jan Brueghel el Viejo | Jan Brueghel el Viejo |               |               |               |               |               |               |  |  |                        |                        |                        |                        |                        |                        |
|  |  |                          |                          |                          |                          |                          |                          |                       |                       |                       |                       |                       |                       |                       |                       |               |               |               |               |               |               |  |  |                        |                        |                        |                        |                        |                        |
|  |  |                          |                          |                          |                          |                          |                          |                       |                       |                       |                       |                       |                       |                       |                       |               |               |               |               |               |               |  |  |                        |                        |                        |                        |                        |                        |
|  |  |                          |                          |                          |                          |                          |                          | Jan Brueghel el Joven | Jan Brueghel el Joven | Jan Brueghel el Joven | Jan Brueghel el Joven | Jan Brueghel el Joven | Jan Brueghel el Joven |                       |                       | Anna Brueghel | Anna Brueghel | Anna Brueghel | Anna Brueghel | Anna Brueghel | Anna Brueghel |  |  | David Teniers el Joven | David Teniers el Joven | David Teniers el Joven | David Teniers el Joven | David Teniers el Joven | David Teniers el Joven |
|  |  |                          |                          |                          |                          |                          |                          | Jan Brueghel el Joven | Jan Brueghel el Joven | Jan Brueghel el Joven | Jan Brueghel el Joven | Jan Brueghel el Joven | Jan Brueghel el Joven |                       |                       | Anna Brueghel | Anna Brueghel | Anna Brueghel | Anna Brueghel | Anna Brueghel | Anna Brueghel |  |  | David Teniers el Joven | David Teniers el Joven | David Teniers el Joven | David Teniers el Joven | David Teniers el Joven | David Teniers el Joven |
|  |  |                          |                          |                          |                          |                          |                          |                       |                       |                       |                       |                       |                       |                       |                       |               |               |               |               |               |               |  |  |                        |                        |                        |                        |                        |                        |
|  |  |                          |                          |                          |                          |                          |                          | Abraham Brueghel      |                       |                       |                       |                       |                       |                       |                       |               |               |               |               |               |               |  |  |                        |                        |                        |                        |                        |                        |